# Mazowieckie Centrum Sztuki Współczesnej „Elektrownia”
Mazowieckie Centrum Sztuki Współczesnej „Elektrownia” w Radomiu – instytucja kultury województwa mazowieckiego z siedzibą w Radomiu. Główne cele statutowe placówki to gromadzenie i  prezentacja zbiorów sztuki współczesnej (polskiej i zagranicznej) oraz działalność edukacyjna  i informacyjna.

## Historia

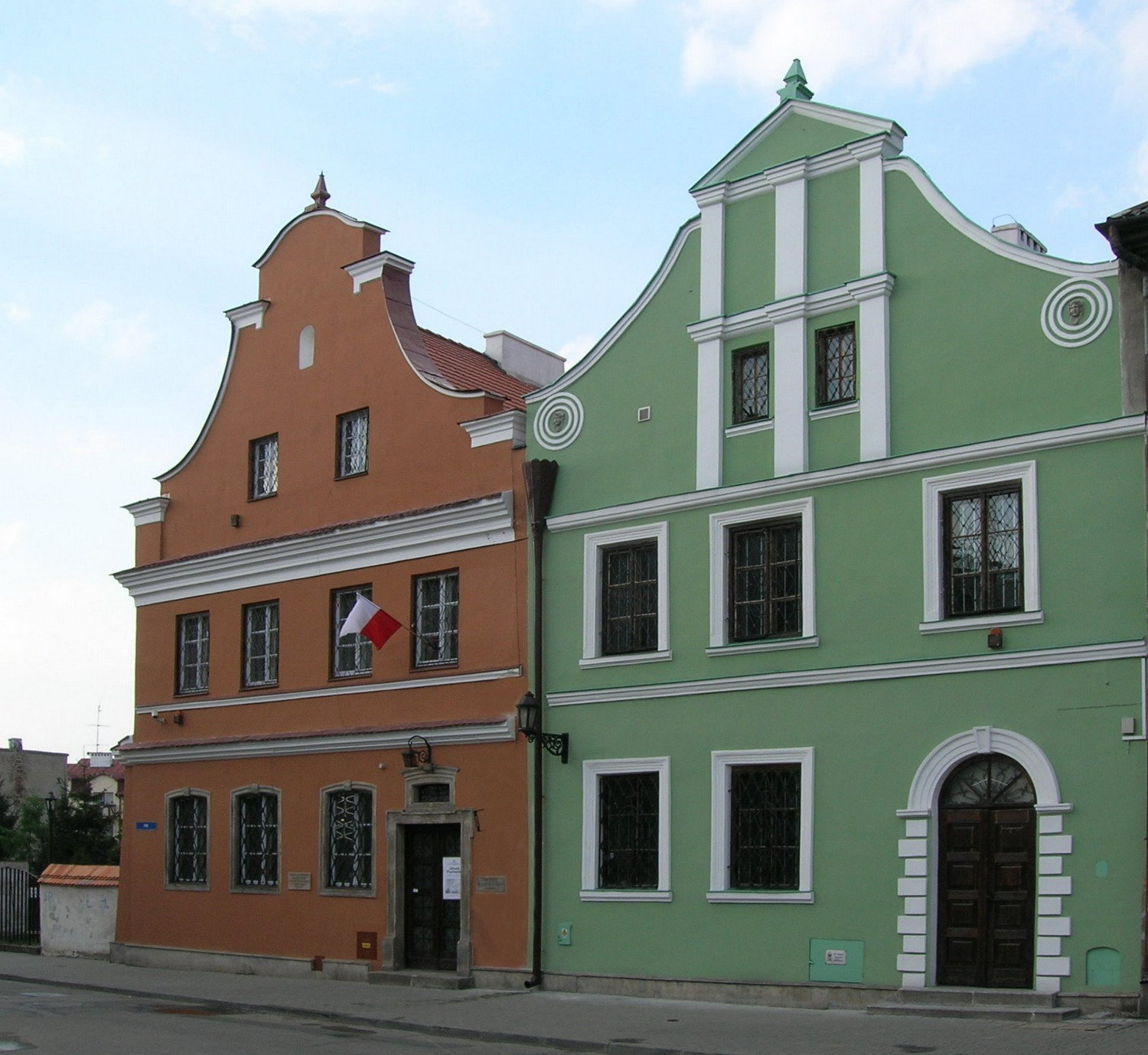
Domy Gąski (z prawej) i Esterki (z lewej) - siedziba Muzeum Sztuki Współczesnej, oddziału Muzeum im. Jacka Malczewskiego

Pomysłodawcą utworzenia w Radomiu nowej instytucji prezentującej zbiory sztuki współczesnej był pochodzący z Radomia Andrzej Wajda. Przez wiele lat otaczał on mecenatem Muzeum Sztuki Współczesnej w Radomiu (oddział Muzeum im. Jacka Malczewskiego), któremu przekazał wiele dzieł ze swojej prywatnej kolekcji. Stale powiększające się zbiory, czyniące z radomskiej kolekcji sztuki współczesnej jedną z największych w kraju, wymagały nowej, większej przestrzeni wystawowej – dotychczasowa siedziba Muzeum (dwie niewielkie barokowe kamienice usytuowane przy radomskim rynku), umożliwiała prezentację jedynie ok. stu dzieł rocznie. W związku z niekorzystną sytuacją lokalową, znacznie ograniczającą potencjał zbiorów, Andrzej Wajda zaproponował w 2005 powołanie nowej, łączącej funkcje muzealne i edukacyjne, instytucji która po przejęciu zbiorów Muzeum Sztuki Współczesnej prezentowałaby je w nowym, bardziej odpowiednim miejscu.  Po trwającej kilka miesięcy debacie publicznej na siedzibę przyszłej instytucji wybrano, pochodzący z 1901, budynek dawnej elektrowni miejskiej. Mazowieckie Centrum Sztuki Współczesnej Elektrownia zostało oficjalnie powołane przez Sejmik województwa mazowieckiego 19 grudnia 2005. W czerwcu 2014 Centrum przeniosło się do zrewitalizowanego gmachu dawnej elektrowni.

## Siedziba

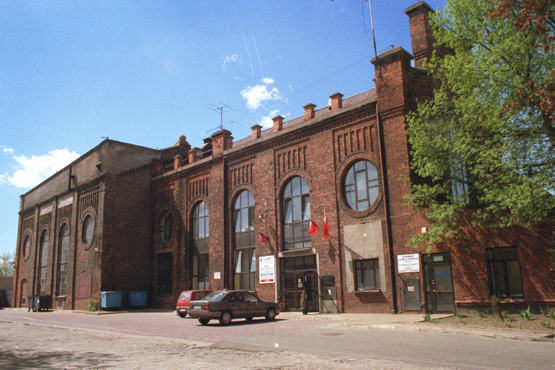
Budynek przed remontem - widok z 2006 roku.

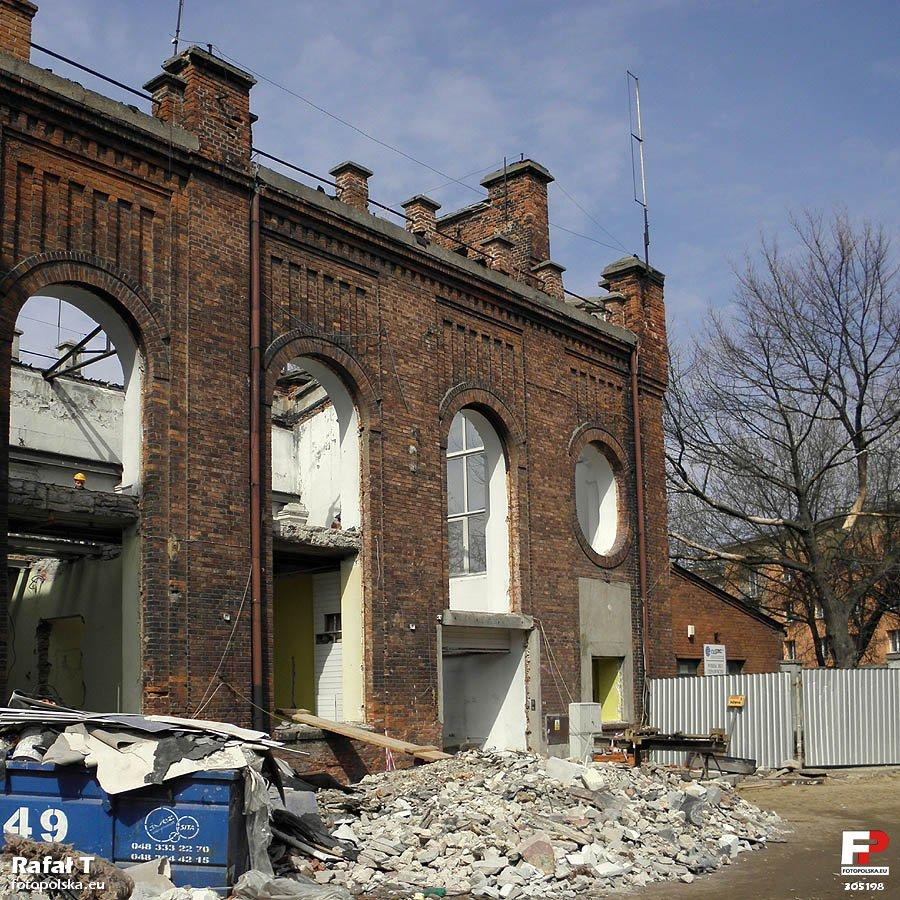
Budynek w trakcie rewitalizacji – widok z 2012 roku.

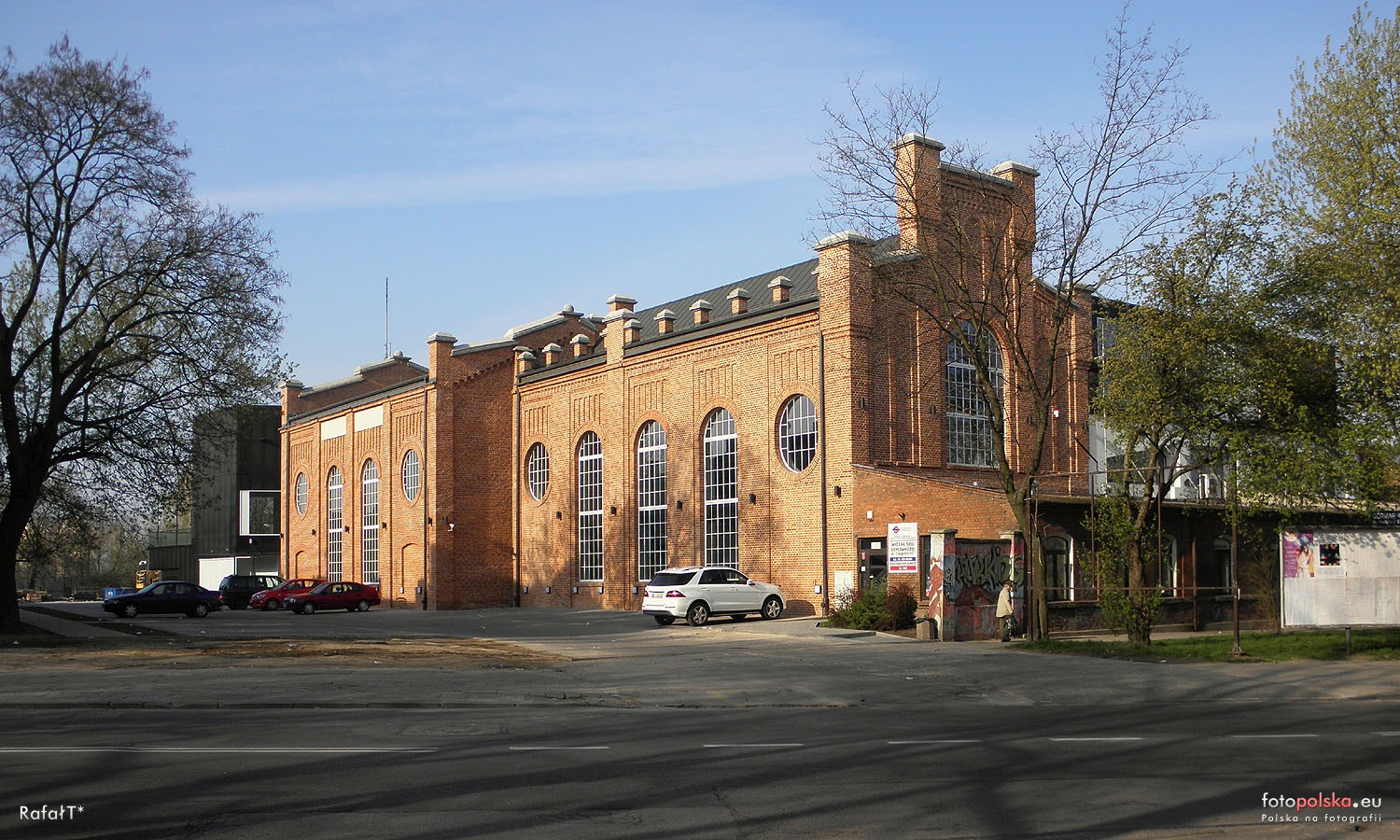
Wyremontowany gmach - widok z 2014 roku.

Siedzibą Mazowieckiego Centrum Sztuki Współczesnej Elektrownia jest neogotycki gmach dawnej elektrowni miejskiej wybudowany w 1901. Budynek pełnił swoją pierwotną funkcję do 1956. W roku 1963 w opuszczonym gmachu ulokowano jedną z ciepłowni miejskich, która działała do 1998. 
W pierwszej połowie 2005, w oparciu o projekt zawarty w pracy dyplomowej Kai Koziarskiej, radomianki studiującej  na warszawskiej ASP, zadecydowano o umieszczeniu planowanego centrum w budynku dawnej elektrowni. 24 maja 2005 prezydent Radomia przekazał nieruchomość marszałkowi województwa mazowieckiego z przeznaczeniem na siedzibę przyszłej instytucji. Autorem projektu adaptacji budynku dawnej elektrowni jest architekt Andrzej Kikowski, którego koncepcja zakładała renowację zachowanej neogotyckiej części gmachu i dobudowanie do niej nowego skrzydła. Prace budowlane prowadzone w latach 2011 – 2014 i wyposażenie obiektu kosztowały łącznie ok. 22,5 mln złotych i zostały sfinansowane z budżetu województwa mazowieckiego. 
Po renowacji gmach posiada ok. 5 tys. metrów kwadratowych powierzchni użytkowej, w tym osiem sal wystawowych i magazyn na dzieła sztuki o powierzchni 650 metrów kwadratowych.
Do celów wystawienniczych wykorzystano wnętrze dawnego pieca węglowego o powierzchni 100 metrów kwadratowych, który przeznaczono na prezentację małych form. Oprócz powierzchni wystawowej w budynku znajdują się m.in. biblioteka, pracownia multimedialna, księgarnia oraz kino. Charakterystycznym elementem gmachu jest umieszczony na dachu przestrzenny neon w kształcie chmury – Cumulus radomski, praca autorstwa Thorstena Goldberga. Artyści brali również udział w zdobieniu wnętrz budynku – Piotr Lutyński, Paweł Susid i Leon Tarasewicz wykonali dekoracje szyb.
W 2015 gmach Mazowieckiego Centrum Sztuki Współczesnej Elektrownia zdobył pierwsze miejsce w plebiscycie Polska Architektura XXL w kategorii Obiekty użyteczności publicznej.

## Założenia programowe
Zgodnie ze statutem przyjętym 8 września 2014 działalność Mazowieckiego Centrum Sztuki Współczesnej Elektrownia ma na celu promocję, gromadzenie i ochronę dóbr kultury współczesnej. Istotnymi aspektami działalności Centrum są też edukacja, wspieranie aktywności badawczej i naukowej w zakresie sztuki współczesnej oraz szeroko pojęte działania na rzecz rozwoju i wzbogacania oferty kulturalnej województwa mazowieckiego

## Zbiory
Podstawę zbiorów Elektrowni stanowi licząca około 4,5 tys. prac kolekcja dawnego Muzeum Sztuki Współczesnej (stanowiącego oddział Muzeum im. Jacka Malczewskiego) w latach 2005 – 2014 wzbogacona o około 600 nowych prac. Obecnie w zbiorach Elektrowni znajdują się dzieła autorstwa m.in. Sylwestra Ambroziaka, Zdzisława Beksińskiego, Jana Berdyszaka, Jerzego Beresia, Włodzimierza Borowskiego, Tadeusza Brzozowskiego, Tomasza Ciecierskiego, Andrzeja Dłużniewskiego, Edwarda Dwurnika, Wojciecha Fangora, Stanisława Fijałkowskiego, Stefana Gierowskiego, Zbigniewa Gostomskiego, Zbyluta Grzywacza, Władysława Hasiora, Jarosława Kozłowskiego, Jadwigi Maziarskiej, Jerzego Nowosielskiego, Erny Rosenstein, Marka Sobczyka, Henryka Stażewskiego, Jana Tarasina, Zbigniewa Warpechowskiego, Ryszarda Winiarskiego, Ryszarda Woźniaka, Krzysztofa Zarębskiego czy Rajmunda Ziemskiego.

## Kino studyjne
W listopadzie 2015 roku otworzono w MCSW Elektrownia nowe kino studyjne, w którym wyświetlane są ogólnopolskie premiery z nurtu kina artystycznego oraz klasyka kinematografii. Istotną częścią działalności kina jest organizowanie filmowych cyklów tematycznych. Od 2016 roku kino będzie gościło różnego rodzaju festiwale filmowe, np. Nowe Horyzonty czy Festiwal Replika. Sala kinowa może pomieścić 120 osób i wyposażona jest w wysokiej jakości projektory oraz system nagłośnieniowy - pierwszą i jedyną w Polsce aparaturę dźwiękową dostarczoną przez firmę Meyer Sound Laboratories (najbliższe kino z systemem nagłośnieniowym o tak wysokich parametrach znajduje się w Berlinie). W perspektywie finansowej UE na lata 2014 – 2020 planowany jest zakup przekaźników satelitarnych umożliwiających dostęp do bezpośrednich transmisji różnego rodzaju wydarzeń kulturalnych (spektakli, wystaw itp.).

## Galeria

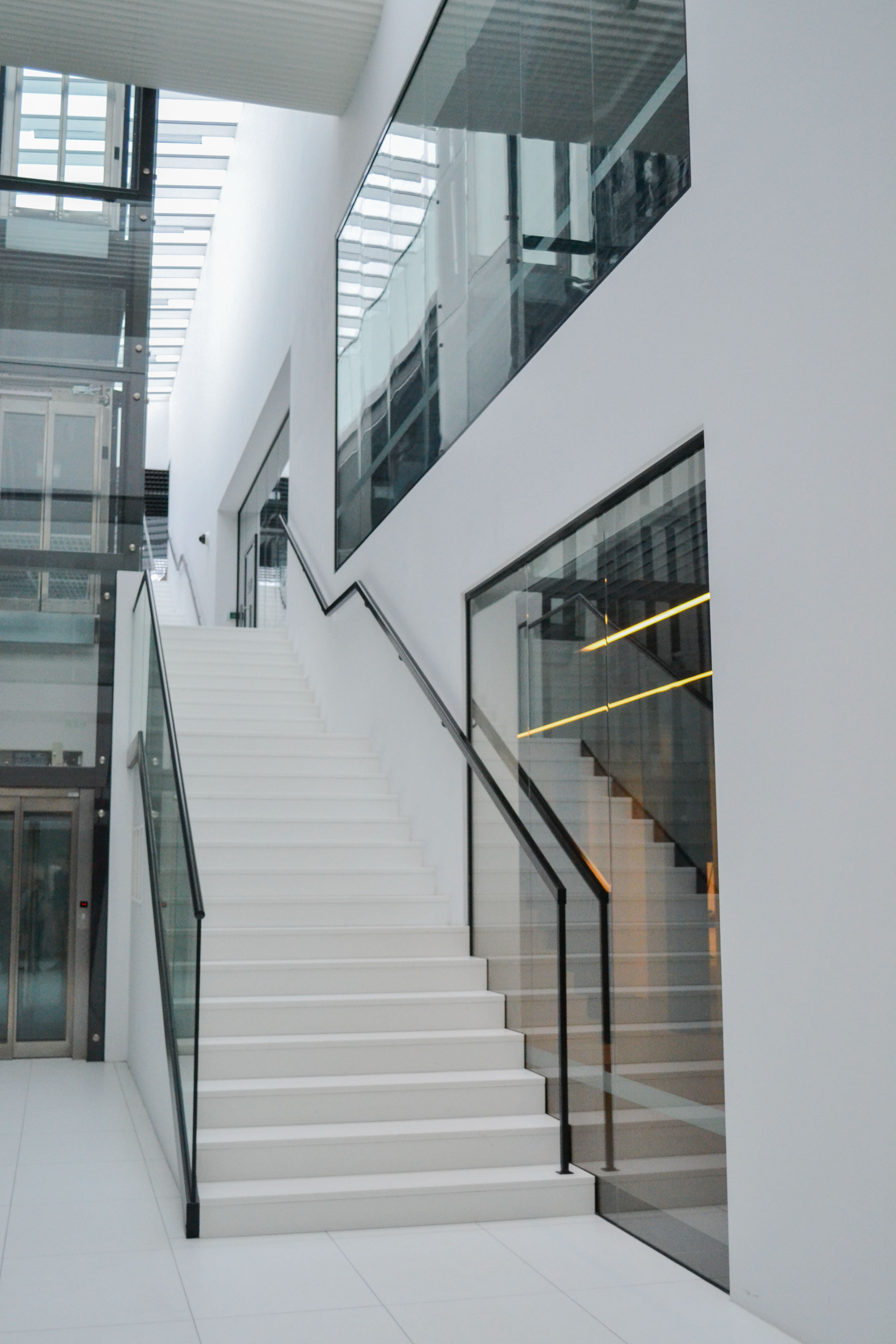
Klatka schodowa.
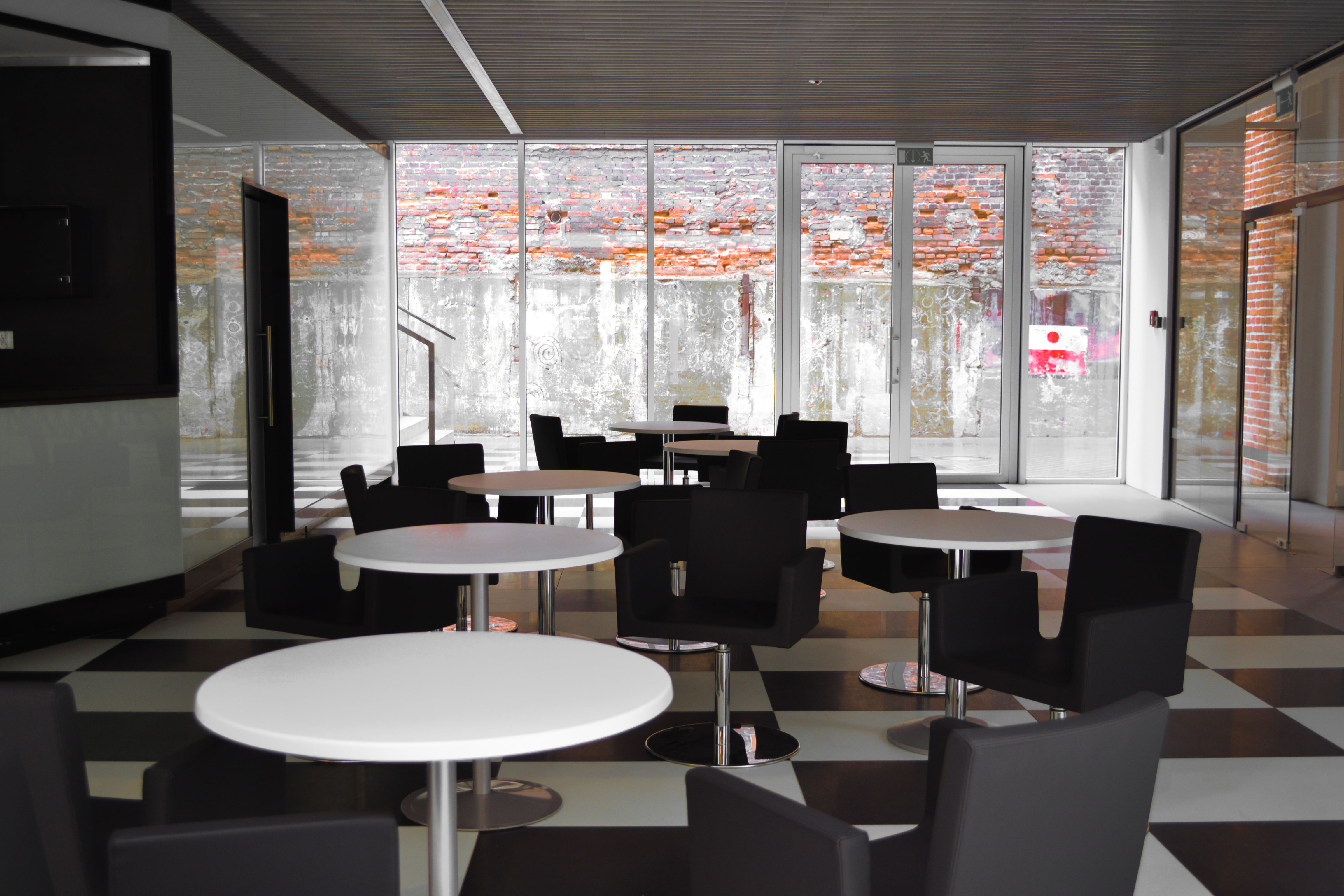
Kawiarnia w foyer sali ekspozycyjnej.
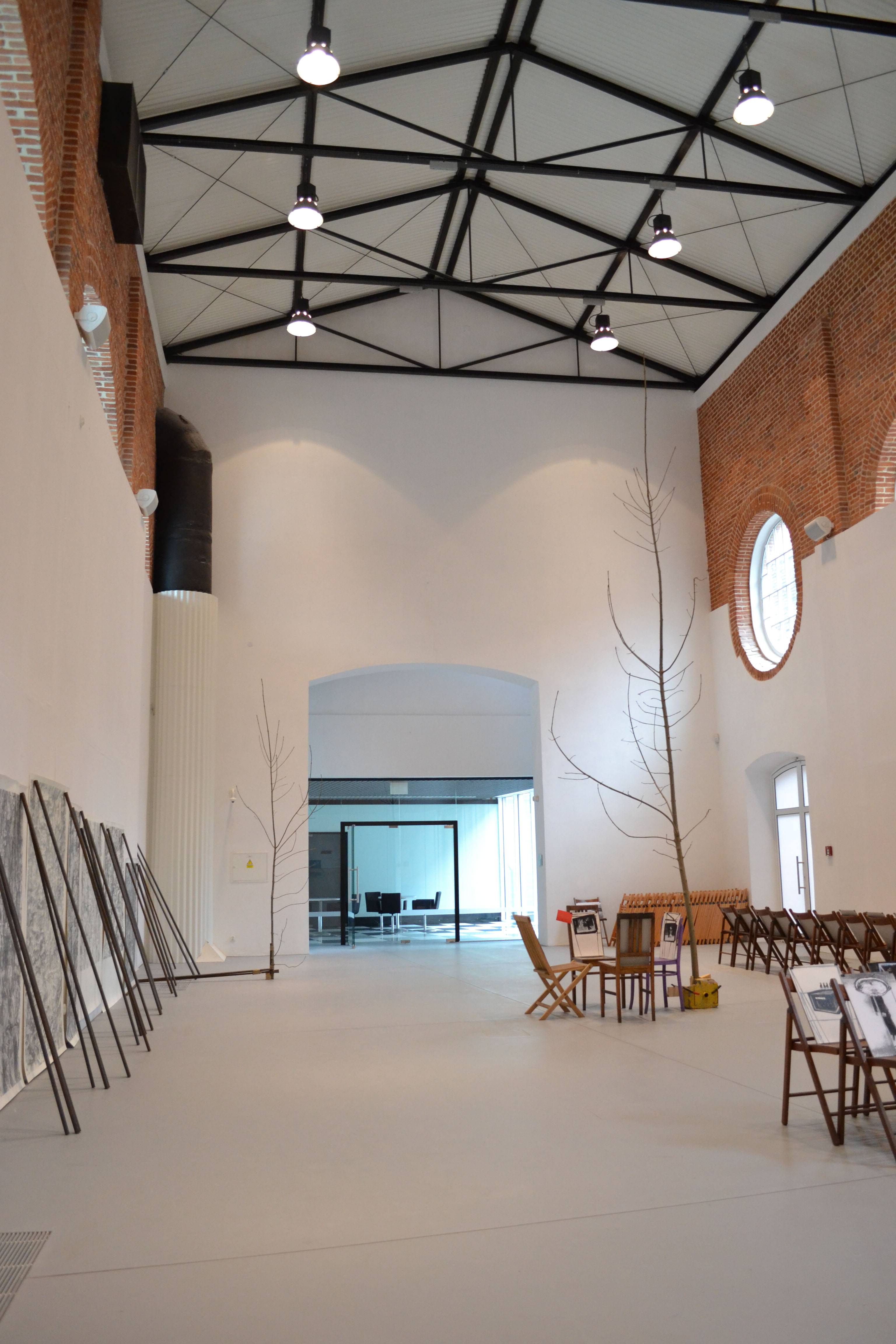
Jedna z sal ekspozycyjnych.
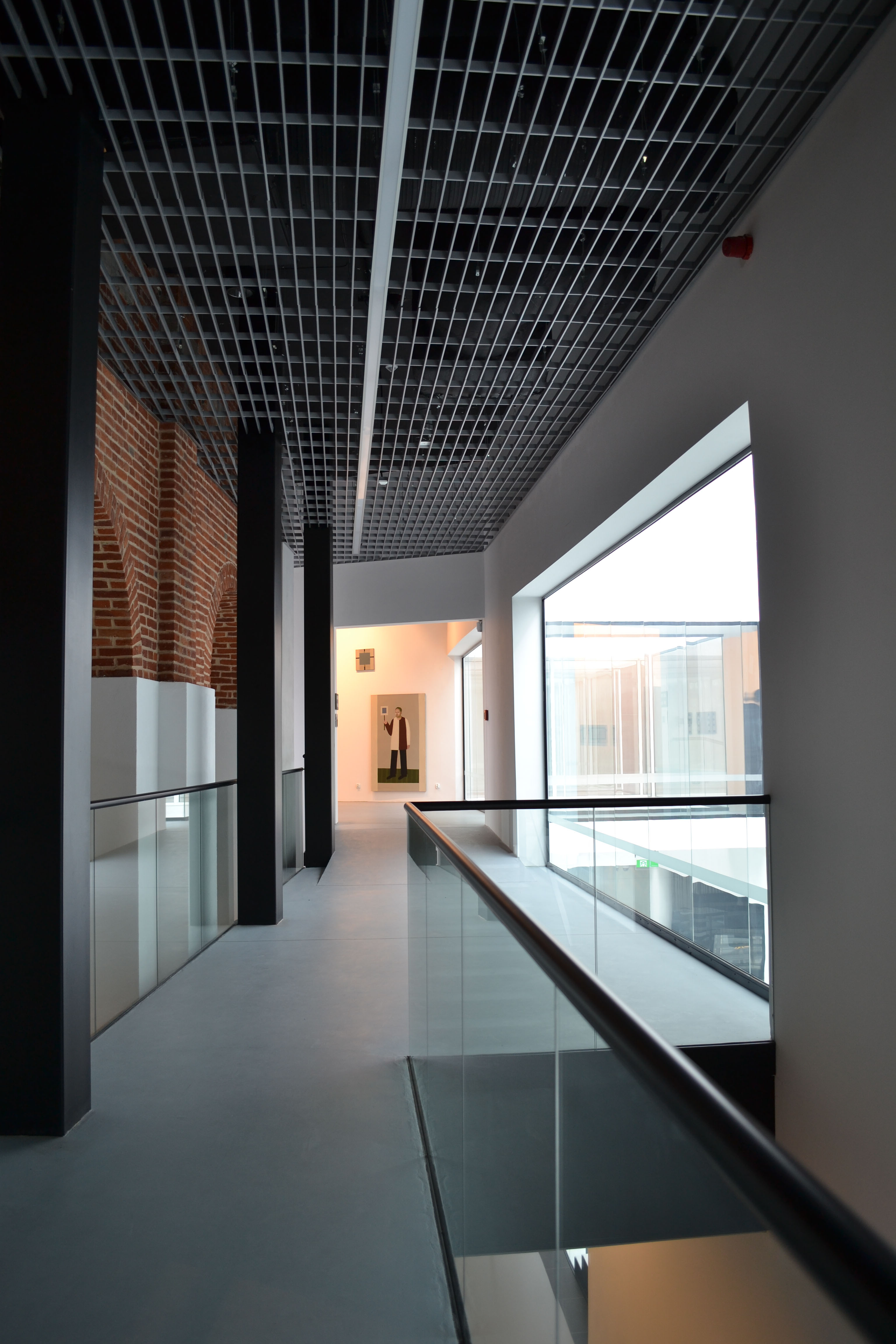
Foyer I piętra.
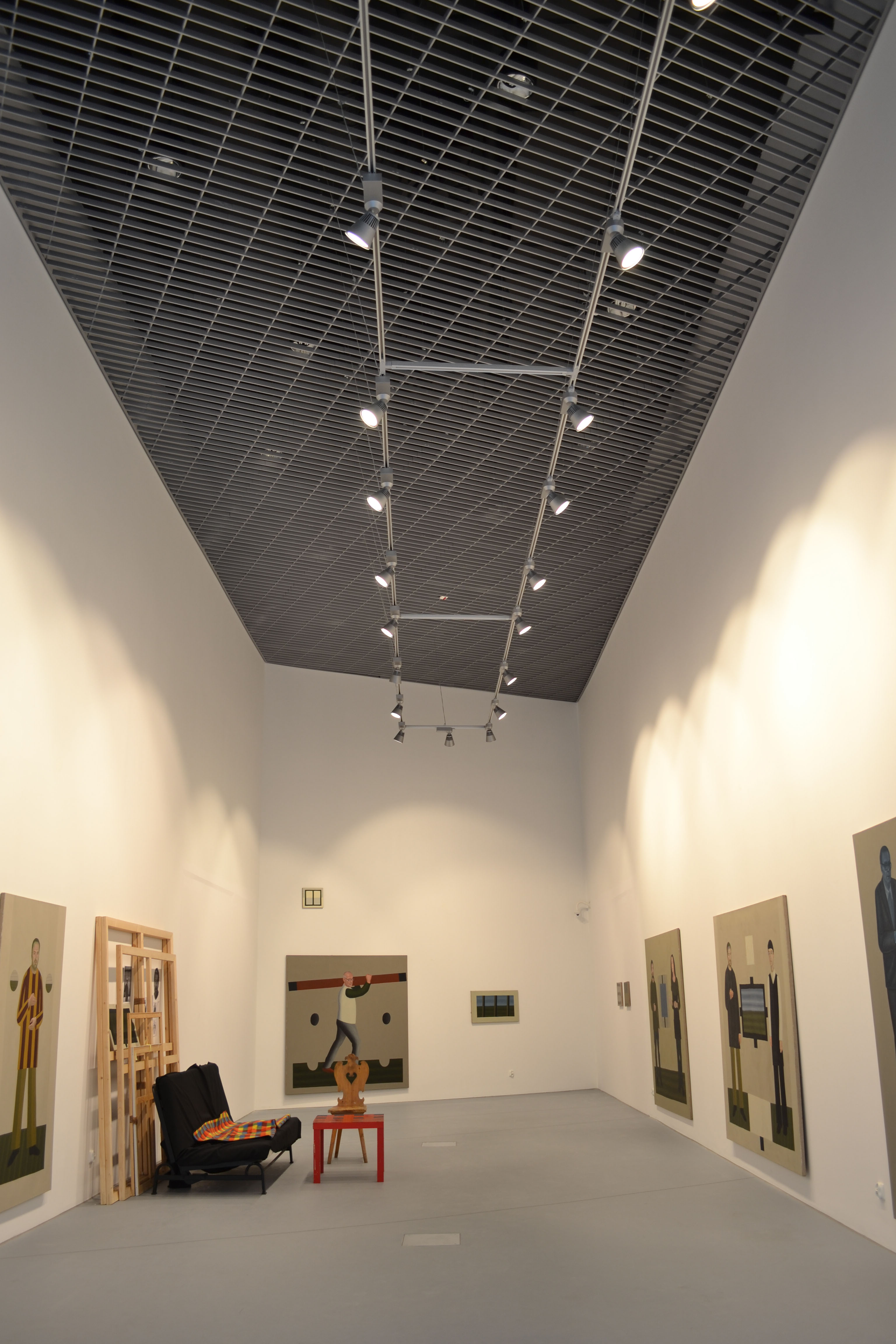
Jedna z sal ekspozycyjnych I piętra. Na ścianach prace Ignacego Czwartosa.
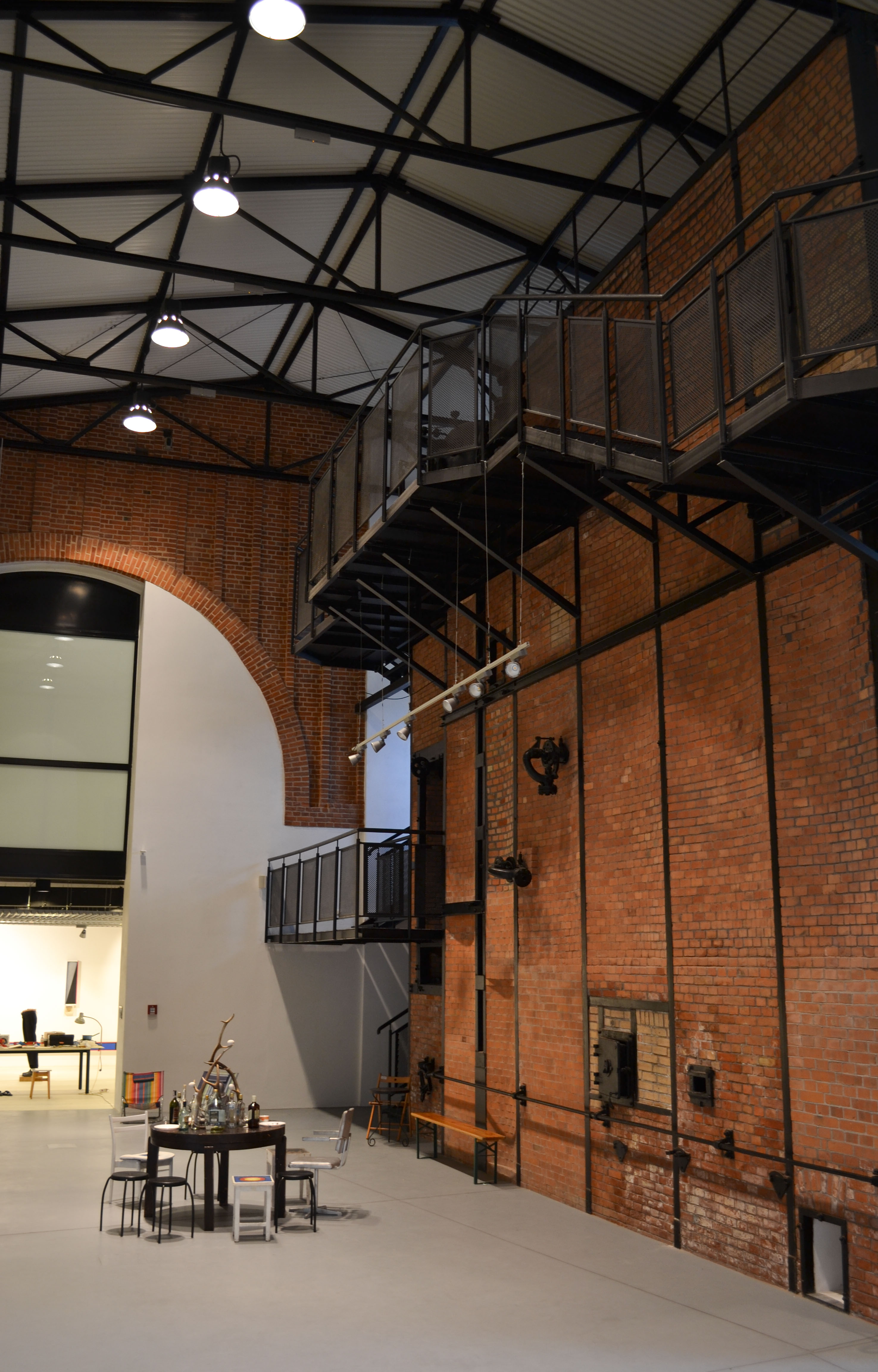
Sala ekspozycyjna z piecem, którego wnętrze przystosowano do prezentacji małych form. Widoczny fragment instalacji Amerykański sen aut. Piotra Lutyńskiego.
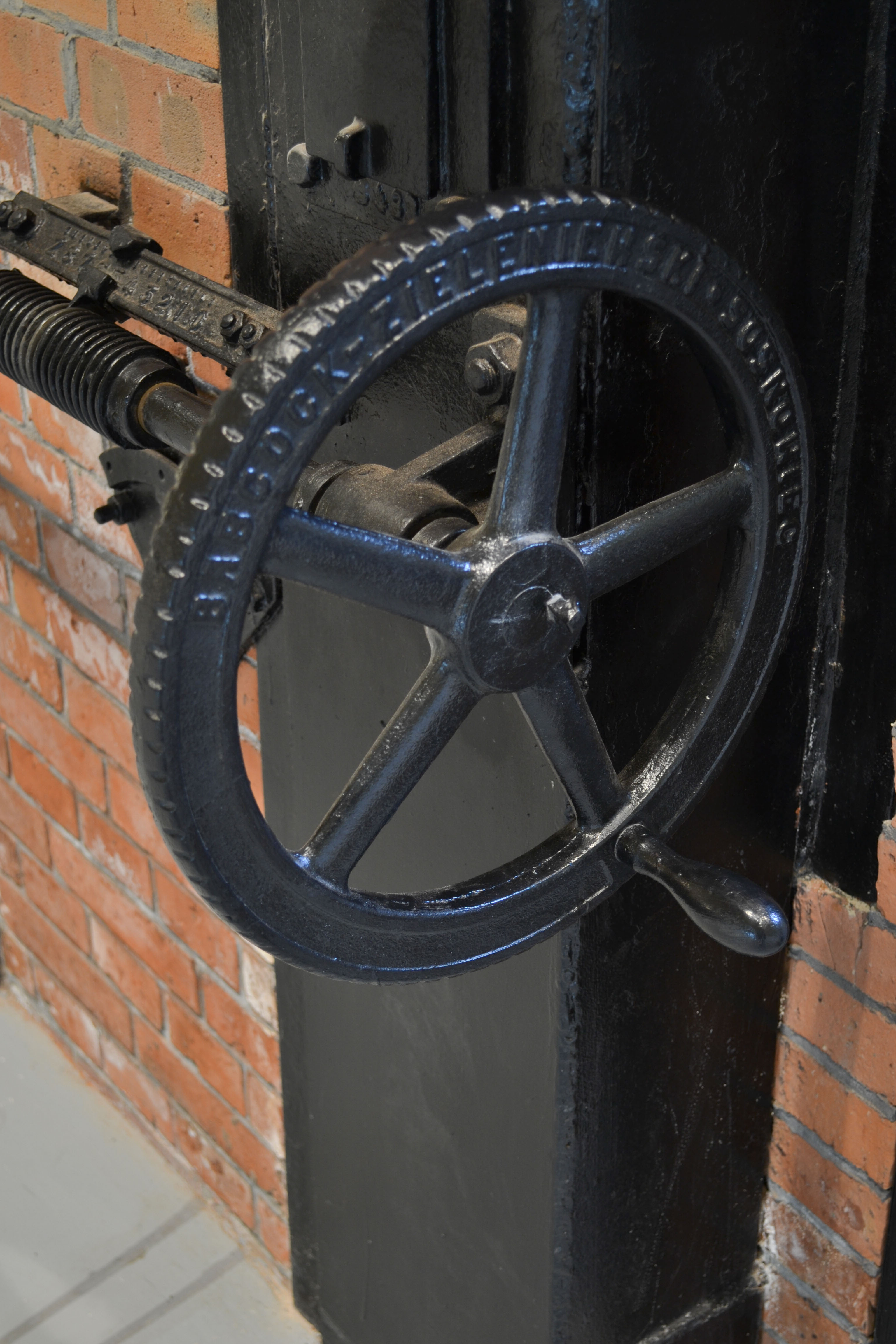
Detal pieca z widoczną nazwą firmy: Babcock - Zieleniewski * Sosnowiec.
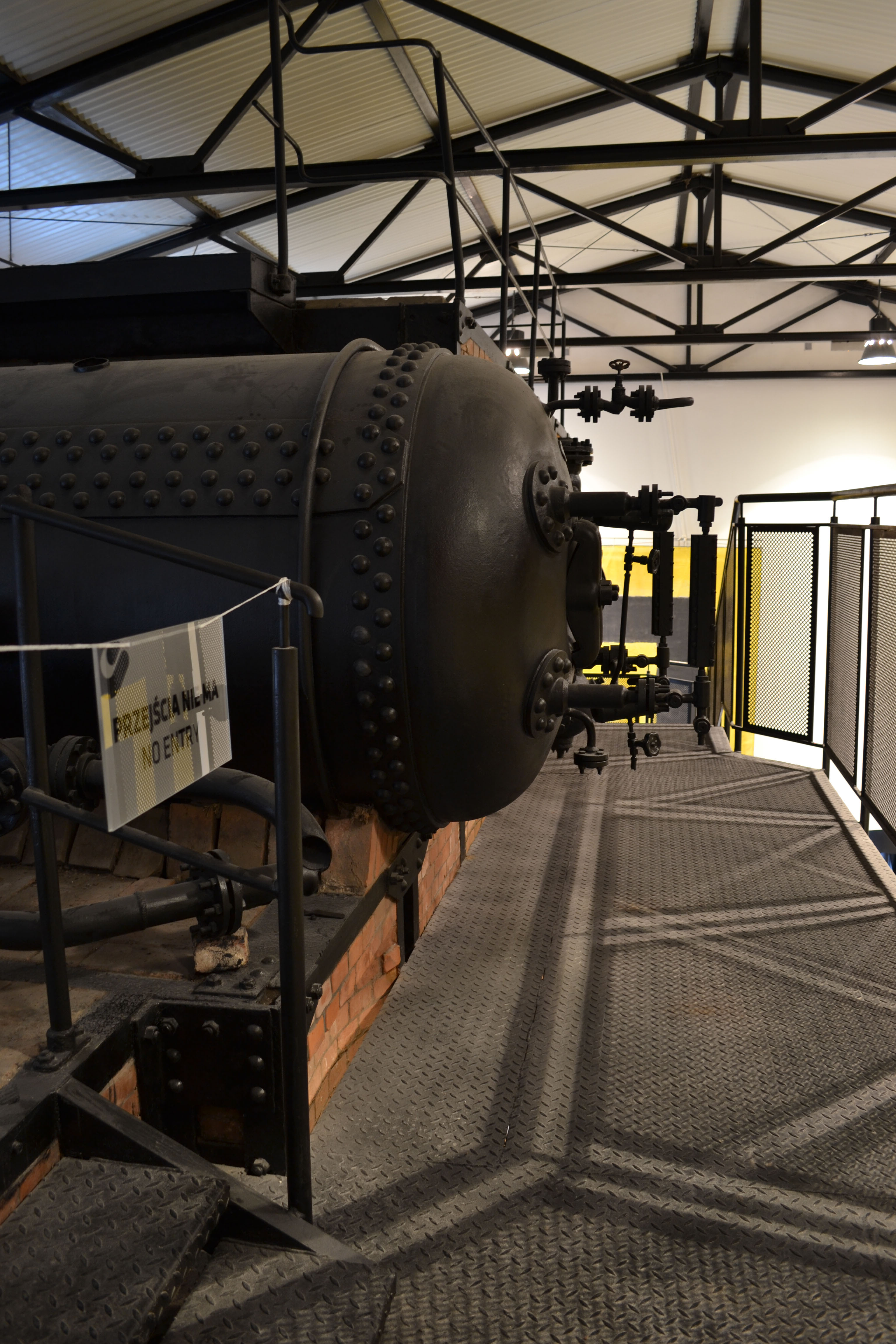
Fragment bojlera.
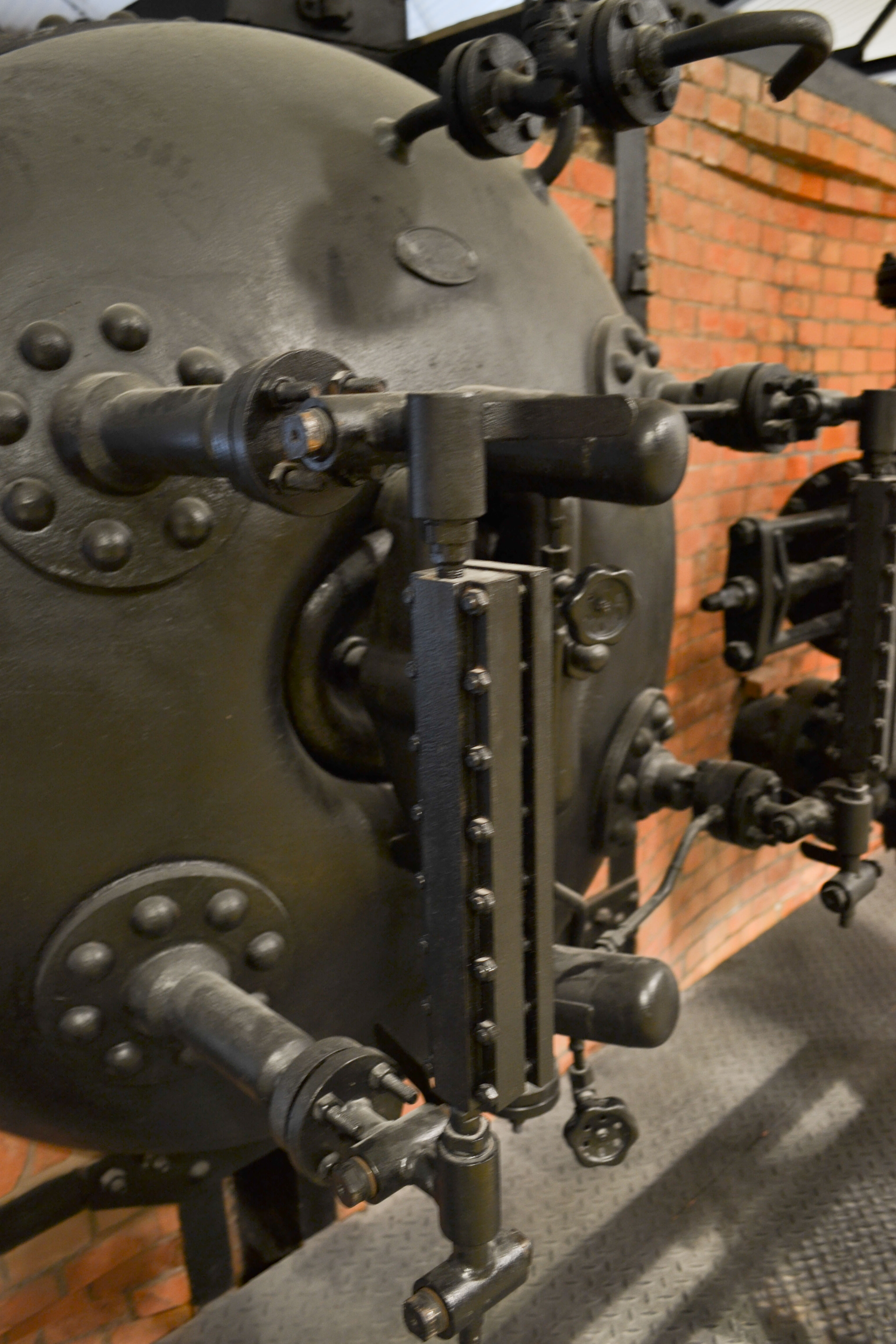
Fragment bojlera.